# Hende (film)
Hende (engelsk: Her) er en amerikansk film fra 2013 skrevet, instrueret og produceret af Spike Jonze. Filmen har Joaquin Phoenix, Amy Adams og Scarlett Johansson i nogle af de bærende roller.
Filmen er en fremtidsvision, hvor en mand, der er ved at blive skilt, forelsker sig i stemmen bag et nyt avanceret operativsystem.

## Rolleliste
- Joaquin Phoenix som Theodore
- Amy Adams som Amy
- Rooney Mara som Catherine
- Olivia Wilde som Blind Date
- Scarlett Johansson som Samantha (stemme)
- Portia Doubleday som Isabella
- Chris Pratt
- Katherine Boecher
- Sam Jaeger som Dr. Johnson
- Luka Jones som Mark Lewman
- Laura Kai Chen som Tatiana
- Jen Kuhn som Kathy C.